# Héctor Desvaux
Héctor Martín Desvaux (Santa Fe, Argentina; 4 de febrero de 1980) es un exfutbolista, dirigente y empresario argentino. Jugaba como defensor central y debutó profesionalmente en Unión de Santa Fe, donde fue capitán en distintas etapas. A lo largo de su carrera también integró los planteles de Gimnasia y Esgrima de Jujuy, Ferro Carril Oeste, Huracán, Central Córdoba y Santiago Wanderers de Chile. Cerró su etapa como futbolista en La Salle Jobson de la Liga Santafesina de Fútbol.
Desvaux es ingeniero industrial y empresario del rubro gastronómico. Ha desarrollado una participación activa en la vida institucional del Club Atlético Unión. En 2025 oficializó su candidatura a la presidencia del club como cabeza de la agrupación Encuentro Unionista, en el marco de las elecciones convocadas para ese año.

## Trayectoria
Su primer equipo fue Unión de Santa Fe donde debutó en el año 2001 y permaneció hasta el año 2005, en ese lapso le tocó vivir el descenso a la Primera B Nacional permaneciendo en aquella categoría. A mediados del 2005 ficha por Ben Hur de Rafaela donde solo permanece una temporada para luego volver a Unión de Santa Fe.
Tras permanecer una nueva temporada en Unión de Santa Fe vuelve a jugar en la primera división pero esta vez defendiendo al Gimnasia y Esgrima de Jujuy donde le tocaría vivir el fallecimiento de su hija recién nacida y un nuevo descenso de categoría en el ámbito futbolístico.
Tras descender de categoría con Gimnasia y Esgrima de Jujuy ficha por el recién ascendido Atlético Tucumán donde no logró obtener la continuidad deseada por lo cual parte a préstamo por un año al fútbol chileno, específicamente a Santiago Wanderers, club recién ascendido a la primera división de aquel país. En Wanderers comienza de muy buena forma la temporada pero sufre una lesión en uno de sus dedos del pie lo cual tras ser mal diagnosticado termina dejándolo fuera de las canchas por cinco meses, volviendo a jugar en la segunda rueda del torneo donde rindió de manera irregular quedando cortado del primer equipo dos fechas antes de finalizar el torneo para luego finalizar contrato con el club porteño.
A fines del 2010 se confirma su regreso a Gimnasia y Esgrima de Jujuy.
En julio del 2011, se convierte en nuevo jugador de Huracán de la Primera B Nacional. En la primera rueda participó en 15 partidos de los 19 jugados, pero fue remplazado 4 veces por lesiones.
El 4 de julio de 2012 es transferido a Ferro de la Primera B Nacional de cara a la Temporada 2012/13.
En invierno de 2013 es contratado por Gimnasia y Esgrima de Jujuy, siendo este su tercer ciclo en el club que milita en la Primera B Nacional y donde llegó a los 100 partidos.
Para la temporada 2015 firma para Central Córdoba de Santiago del Estero.

## Clubes
| Club                        | País      | Año       |
| --------------------------- | --------- | --------- |
| Unión de Santa Fe           | Argentina | 2001-2005 |
| Ben Hur de Rafaela          | Argentina | 2005-2006 |
| Unión de Santa Fe           | Argentina | 2006-2007 |
| Gimnasia y Esgrima de Jujuy | Argentina | 2007-2009 |
| Atlético Tucumán            | Argentina | 2009      |
| Santiago Wanderers          | Chile     | 2010      |
| Gimnasia y Esgrima de Jujuy | Argentina | 2011      |
| Huracán                     | Argentina | 2011-2012 |
| Ferro                       | Argentina | 2012-2013 |
| Gimnasia y Esgrima de Jujuy | Argentina | 2013-2014 |
| Central Córdoba (SdE)       | Argentina | 2015      |
| La Salle                    | Argentina | 2017-2018 |